# Jake Elliott
(en) Statistiques sur pro-football-reference
Jake Daniel Elliott, né le 21 janvier 1995 à Western Springs, est un sportif professionnel américain de football américain jouant au poste de kicker dans la National Football League (NFL) depuis la saison 2017.
Sélectionné par les Bengals de Cincinnati lors de la draft 2017, il n'est pas conservé au profit du plus expérimenté kicker Randy Bullock. Il rejoint alors les Eagles de Philadelphie, avec lesquels il remporte les Super Bowls Super Bowl LII et LIX (saisons 2018  et 2024). Il obtient également une sélection  pour le Pro Bowl 2021 et dans la deuxième équipe All-Pro en 2023.
Au niveau universitaire, il a joué pendant quatre saisons au sein de la NCAA Division I FBS pour les Tigers de l'université de Memphis où il est sélectionné dans la deuxième équipe All-American 2015 et dans les équipes spéciales 2014 et 2015 de l'American Athletic Conference (AAC).
Il détient le record du plus long field goal inscrit par un rookie de l'histoire de la NFL avec 61 yards. De plus, lors du Super Bowl LIX, il convertit ses quatre field goals, établissant un record NFL pour la performance la plus précise d'un kicker lors d'un Super Bowl.

## Biographie

### Jeunesse
Elliott, fils de Bruce et Diane Elliott, grandit à Western Springs dans l'Illinois. Pendant sa jeunesse, il excelle dans plusieurs sports dont le baseball, le basket-ball et le tennis et est même considéré comme un des meilleurs jeune joueur de son État.
Il étudie au lycée Lyons Township (en) de La Grange dans l'Illinois, où il commence à jouer au football américain lorsque l'entraineur adjoint de l'équipe du lycée remarque son talent lors d'un concours de transformation de field goals. Avant cela, il avait joué au tennis pendant trois ans pour l'école,. Après son année junior où il inscrit un field goal de 52 yards donnant la victoire dans la dernière seconde du match contre le lycée Oak Park and River Forest (en) (16-14), il est sélectionné dans la première équipe de son État par le Chicago Tribune. La saison suivante, il inscrit 15 des 21 field goals tentés et il reçoit des offres de bourses d'études de l'université North Dakota et de l'université de Memphis. Il choisit finalement de rejoindre les Tigers de Memphis.

### Carrière universitaire
Étudiant à l'université de Memphis, Elliott joue au football universitaire dans la NCAA Division I FBS pendant quatre saisons (2013-2016) pour les Tigers de l'université de Memphis. Pendant son séjour avec les Tigers, il est dirigé par les entraîneurs Justin Fuente (en), Darrell Dickey (en) et Mike Norvell (en).
Joueur freshman, Elliott est désigné titulaire pour le poste de kicker après le camp d'entraînement d'été. Lors de sa saison 2013, Elliott inscrit 16 des 18 field goals tentés. Sur sa saison, il est le meilleur marqueur des Tigers avec 72 points marqués (24/24 conversions à 1 point de touchdown et 16/18 field goals). Il établit un record de Memphis avec la transformation de son field goal de 56 yards contre les Bulls de South Florida, battant le record de 2005 de 53 yards établi par Stephen Gostkowski. Il est désigné meilleur joueur de la semaine des équipes spéciales de l'American Athletic Conference (AAC) et est également l'un des trois joueurs à être nommés « Stars de la semaine » du Lou Groza Award. Au cours de sa deuxième année, Elliott mène l'AAC avec une moyenne de 9,2 points inscrits par match. Pour la deuxième année consécutive, il est sélectionné dans la première équipe All-American et celle des équipes spéciales de sa conférence (en). Il a inscrit 120 points au cours de cette saison, réussissant 21 des 32 tentatives de field goal et convertissant les 57 conversions à 1 point de touchdown,, ces statistiques étant les meilleurs de sa conférence. Au cours du Miami Beach Bowl 2014, Elliott a inscrit le quatrième field goal le plus long de l'histoire du bowl, une tentative de 54 yards permettant au match d'aller en prolongation pour une victoire des Tigers 55 à 48,. Au cours de la saison 2015, il réussit 63 conversions à 1 point, 23 des 28 field goals tentés pour un total de 132 points qui le classe meilleur marqueur de son équipe. tout en menant les statistiques de sa conférence en 2015. La saison suivante, il réussit 58 conversions de touchdown à 1 point et 21 des 26 field goals tentés pour un total de 121 points, le meilleur total de l'équipe. Ses 21 field goals l'ont placé premier à égalité avec Redford Jones de Tulsa de sa conférence dans cette statistique.
Au cours de sa carrière universitaire, il a converti les 202 conversions de touchdown à 1 point et 81 des 104 field goals tentés. Au terme de sa carrière universitaire, il est classé premier de l'histoire de sa conférence au total des points inscrits, au total des conversions de touchdown à 1 point (extra point) et au total des field goals inscrits. Il se classe également troisième au pourcentage de field goals inscrits,,,.
Le 9 février 2017, Elliott annonce qu'il  va se présenter à la draft 2017 de la NFL.

### Draft
Elliott est sélectionné au 153e choix global lors du 5e tour de la draft 2017 de la NFL par la franchise des Bengals de Cincinnati.

#### Bengals de Cincinnati
Le kicker vétéran Randy Bullock lui est préféré et Elliott est libéré par les Bengals le 2 septembre 2017. Il est resigné pour intégrer leur équipe d'entraînement le lendemain.

#### Eagles de Philadelphie
Le 12 septembre 2017, il est engagé par les Eagles de Philadelphie.
Le 13 mars 2024, Elliott signe une prolongation de contrat avec les Eagles portant sur quatre saisons pour un montant de 24 millions de dollars.
Il termine la saison 2024 avec un bilan de 47/48 extra points inscrits et 28/36 field goals inscrits. Bien que n'ayant un pourcentage de réussite de 77,8 % pendant la saison régulière, il améliore ce pourcentage pendant la série éliminatoire (90,9 %). Lors du Super Bowl LIX remporté contre les Chiefs de Kansas City, il inscrit 16 des 40 points de son équipe en réussissant ses 4 coups de pied (2 extra points et 2 field goals dont un de 50 yards qui fut le plus long de sa saison),.

## Statistiques

### NCAA
| Année       | Équipe            | Statut      | MJ |        | Field goals | Field goals | Field goals | Field goals |         | Extra Points | Extra Points | Extra Points |
| Année       | Équipe            | Statut      | MJ | Tentés | Réussis     | %           | Long        | Tentés      | Réussis | %            |              |              |
| 2013        | Tigers de Memphis | Fr.         | 12 | 24     | 24          | 100,0       | NC          | 18          | 16      | 88,9         |              |              |
| 2014        | Tigers de Memphis | So.         | 13 | 57     | 57          | 100,0       | NC          | 32          | 21      | 65,6         |              |              |
| 2015        | Tigers de Memphis | Jr.         | 13 | 63     | 63          | 100,0       | NC          | 28          | 23      | 82,1         |              |              |
| 2016        | Tigers de Memphis | Sr.         | 13 | 58     | 58          | 100,0       | NC          | 26          | 21      | 80,6         |              |              |
| Totaux NCAA | Totaux NCAA       | Totaux NCAA | 51 | 202    | 202         | 100,0       | NC          | 104         | 81      | 77,9         |              |              |

### NFL
| Année  | Équipe                 | MJ  |                | Field goals    | Field goals    | Field goals    | Field goals    |                | Extra Points   | Extra Points   | Extra Points |
| Année  | Équipe                 | MJ  | Tentés         | Réussis        | %              | Long           | Tentés         | Réussis        | %              |                |              |
| 2017   | Eagles de Philadelphie | 15  | 31             | 26             | 83,9           | 61             | 42             | 39             | 092,9          |                |              |
| 2018   | Eagles de Philadelphie | 16  | 31             | 26             | 83,9           | 56             | 35             | 33             | 094,3          |                |              |
| 2019   | Eagles de Philadelphie | 16  | 26             | 22             | 84,6           | 53             | 37             | 35             | 094,6          |                |              |
| 2020   | Eagles de Philadelphie | 16  | 19             | 14             | 73,7           | 54             | 26             | 24             | 092,3          |                |              |
| 2021   | Eagles de Philadelphie | 17  | 33             | 30             | 90,9           | 58             | 44             | 44             | 100,0          |                |              |
| 2022   | Eagles de Philadelphie | 16  | 23             | 20             | 87,0           | 56             | 53             | 51             | 096,2          |                |              |
| 2023   | Eagles de Philadelphie | 17  | 32             | 30             | 93,8           | 61             | 46             | 45             | 097,8          |                |              |
| 2024   | Eagles de Philadelphie | 17  | 36             | 28             | 77,8           | 50             | 48             | 47             | 097,9          |                |              |
| 2025   | Eagles de Philadelphie | ?   | Saison à venir | Saison à venir | Saison à venir | Saison à venir | Saison à venir | Saison à venir | Saison à venir | Saison à venir |              |
| Totaux | Totaux                 | 130 | 231            | 196            | 84,8           | 61             | 318            | 331            | 096,1          |                |              |

| Année  | Équipe                 | MJ |        | Field goals | Field goals | Field goals | Field goals |         | Extra Points | Extra Points | Extra Points |
| Année  | Équipe                 | MJ | Tentés | Réussis     | %           | Long        | Tentés      | Réussis | %            |              |              |
| 2017   | Eagles de Philadelphie | 3  | 7      | 7           | 100,0       | 53          | 9           | 7       | 077,7        |              |              |
| 2018   | Eagles de Philadelphie | 2  | 1      | 1           | 100,0       | 43          | 3           | 3       | 100,0        |              |              |
| 2019   | Eagles de Philadelphie | 1  | 3      | 3           | 100,0       | 46          | -           | -       | -            |              |              |
| 2021   | Eagles de Philadelphie | 1  | -      | -           | -           | -           | 1           | 1       | 100,0        |              |              |
| 2022   | Eagles de Philadelphie | 3  | 4      | 4           | 100,0       | 35          | 12          | 12      | 100,0        |              |              |
| 2023   | Eagles de Philadelphie | 1  | 1      | 1           | 100,0       | 47          | -           | -       | -            |              |              |
| 2024   | Eagles de Philadelphie | 4  | 11     | 10          | 090,9       | 50          | 16          | 13      | 081,3        |              |              |
| Totaux | Totaux                 | 15 | 37     | 26          | 098,5       | 53          | 41          | 36      | 087,8        |              |              |